# Leonard Faulkner
Leonard Faulkner (ur. 5 grudnia 1926 w Booleroo Centre, zm. 6 maja 2018) – australijski duchowny rzymskokatolicki, w latach 1985–2001 arcybiskup metropolita Adelaide, potem arcybiskup senior tej archidiecezji. 

## Życiorys
Święcenia kapłańskie odebrał w 1950 z rąk kardynała Pietro Fumasoni Biondi, ówczesnego prefekta watykańskiej Kongregacji Rozkrzewiania Wiary. 14 września 1967 papież Paweł VI mianował go biskupem diecezjalnym Townsville. Ingres odbył się 28 listopada 1967, zaś sakry udzielił mu Matthew Beovich, ówczesny arcybiskup Adelaide. 2 września 1983 został przeniesiony na urząd biskupa koadiutora archidiecezji Adelaide. 19 czerwca 1985 został arcybiskupem metropolitą Adelaide. Pełnił ten urząd do 3 grudnia 2001, kiedy to zrezygnował na dwa dni przed osiągnięciem biskupiego wieku emerytalnego (75 lat). Od tego czasu pozostawał w archidiecezji jako arcybiskup senior.  